# Jason Becker: Not Dead Yet
Jason Becker: Not Dead Yet est un film documentaire américain réalisé par Jesse Vile, sorti en 2012, basé sur la biographie du célèbre guitariste américain Jason Becker.